# 糖基

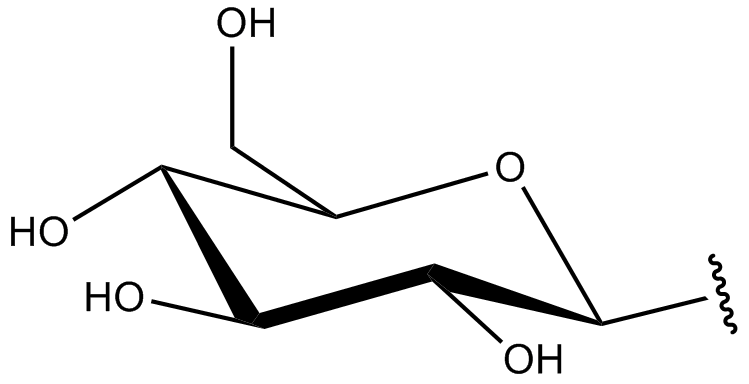
将β-D-葡萄吡喃糖的半缩醛羟基移除后，即可得到β-D-葡萄吡喃糖基

糖基（英語：glycosyl group）是在移除环状单糖或低聚寡糖的半缩醛羟基之后得到的一价的自由基或取代基结构。
糖基亦可以与如磷酸等的无机酸反应，形成酯，例如葡萄糖1-磷酸。

## 例子
在纤维素中，糖基以1,4-β-D-葡萄糖单元的形式形成(1,4-beta-D-glucosyl)n型的长链。另一个例子是6,7-二甲基-8-核糖醇基二氧四氢蝶啶中的核糖醇基。

## 除糖基之外的取代基

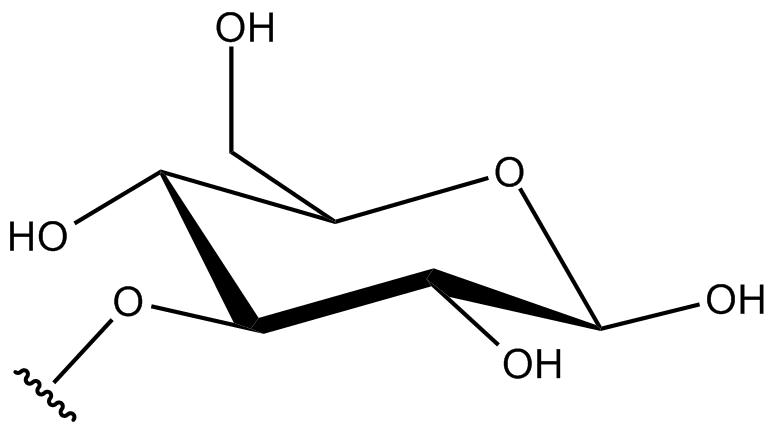
将β-D-葡萄吡喃糖3号位碳上的羟基移除后即可得到β-D-葡萄吡喃糖-3-O-基

除了将半缩醛羟基移除之外，也可以将氢离子移除以形成糖基，例如将葡萄糖分子3号位碳上的羟基移除。则取代基就被称作为D-葡萄吡喃糖-3-O-基。它存在于药物米伐木肽之中。